# Emmanuel Anquetil
Pour les articles homonymes, voir Anquetil.
Emmanuel Anquetil, né le 18 août 1885 dans le district de Plaines Wilhems et mort en décembre 1946,, est un syndicaliste mauricien ainsi qu'une personnalité politique du parti travailliste mauricien.

## Biographie
Il est le fils de Jean Volmy and Marie Angela Anquetil. Il quitte Maurice à l'âge de 16 ans et passe onze années à travailler sur des caboteurs dans les mers australiennes.
Il quitte l'Australie pour l'Angleterre en 1912.  Il parvient à Liverpool en 1913. Refusé par la Royal Navy, il est marin dans la marine marchande durant la Première Guerre mondiale sur des liaisons entre USA et Angleterre.
Après la guerre, il travaille principalement sur des navires côtiers à Liverpool. Il développe sa conscience syndicale et politique en assistant et en prenant part à la grève générale de 1926 au Royaume-Uni.
Il rencontre Sinah Lane, militante du Parti travailliste, lors d'un rassemblement socialiste local. Ils se marient en 1922 et ont un fils, David John. Emmanuel et Sinah sont tous deux actifs au sein du Parti travailliste indépendant, travaillant à l'élection réussie du député local. Emmanuel Anquetil est alors connu localement pour ses discours passionnés lors de réunions politiques. 
Lors de son retour à Maurice[Quand ?], il crée avec Maurice Curé le parti travailliste mauricien, dont il sera le président à la suite de Maurice Curé. Il s'implique également dans le syndicalisme et la défense des travailleurs. Il est l'un des meneurs des émeutes de 1937 à Maurice ce qui lui vaut d'être déporté à Rodrigues.
Il meurt en 1946 d'une pneumonie.

## Hommages
- Il y a une rue Emmanuel Anquetil à Port-Louis[4] ainsi qu'un bureau de poste qui porte son nom[5].
- Il y a une avenue Emmanuel Anquetil à Plaines Wilhems[6].
- Un timbre mauricien de 20 cents le représente lui et Guy Rozemont qui lui succède à la tête du parti travailliste[7].